# Élections législatives de 1973 dans le Puy-de-Dôme
Les élections législatives françaises de 1973 se déroulent les 4 et 11 mars 1973. Dans le département du Puy-de-Dôme, cinq députés sont à élire dans le cadre de cinq circonscriptions.

## Élus
| Circonscription | Député sortant                                      | Parti | Parti | Député élu ou réélu      | Parti | Parti |
| --------------- | --------------------------------------------------- | ----- | ----- | ------------------------ | ----- | ----- |
| 1re             | Arsène Boulay                                       |       | PS    | Arsène Boulay            |       | PS    |
| 2e              | Jean Morellon suppléant de Valéry Giscard d'Estaing |       | RI    | Valéry Giscard d'Estaing |       | RI    |
| 3e              | Joseph Planeix                                      |       | PS    | Joseph Planeix           |       | PS    |
| 4e              | Fernand Sauzedde                                    |       | PS    | Fernand Sauzedde         |       | PS    |
| 5e              | Michel Duval                                        |       | RI    | Edmond Vacant            |       | PS    |

## Résultats

### Résultats à l'échelle du département
| Parti                 | Parti                                   | Premier tour | Premier tour | Second tour | Second tour | Sièges |
| Parti                 | Parti                                   | Voix         | %            | Voix        | %           | Sièges |
| --------------------- | --------------------------------------- | ------------ | ------------ | ----------- | ----------- | ------ |
|                       | Parti socialiste                        | 80 388       | 30,96        | 120 517     | 57,41       | 4      |
|                       | Parti communiste français               | 46 820       | 18,03        | Retrait     | Retrait     | 0      |
|                       | Parti socialiste unifié                 | 5 193        | 2,00         |             |             | 0      |
|                       | Union de la gauche                      | 132 401      | 50,99        | 120 517     | 57,41       | 4      |
|                       |                                         |              |              |             |             |        |
|                       | Républicains indépendants               | 62 132       | 23,93        | 44 088      | 21,00       | 1      |
|                       | Union des démocrates pour la République | 18 227       | 7,02         | 25 831      | 12,31       | 0      |
|                       | Divers droite                           | 14 084       | 5,42         | 19 479      | 9,28        | 0      |
|                       | Union des républicains de progrès       | 94 443       | 36,37        | 89 398      | 42,59       | 1      |
|                       |                                         |              |              |             |             |        |
|                       | Mouvement réformateur                   | 25 652       | 9,88         |             |             | 0      |
|                       | Extrême gauche                          | 7 172        | 2,76         | 0           |             |        |
|                       |                                         |              |              |             |             |        |
| Inscrits              | Inscrits                                | 333 176      | 100,00       | 263 959     | 100,00      | 5      |
| Abstentions           | Abstentions                             | 68 403       | 20,53        | 49 027      | 18,57       |        |
| Votants               | Votants                                 | 264 773      | 79,47        | 214 932     | 81,43       |        |
| Blancs et nuls        | Blancs et nuls                          | 5 105        | 1,93         | 5 017       | 2,33        |        |
| Exprimés              | Exprimés                                | 259 668      | 98,07        | 209 915     | 97,67       |        |
| Source : Data.gouv.fr |                                         |              |              |             |             |        |

### Résultats par circonscription

#### Première circonscription (Clermont-Ferrand Plaine)
| Candidat       | Candidat                    | Parti          | Premier tour | Premier tour | Second tour | Second tour |  |
| Candidat       | Candidat                    | Parti          | Voix         | %            | Voix        | %           |  |
| -------------- | --------------------------- | -------------- | ------------ | ------------ | ----------- | ----------- |  |
|                | Arsène Boulay sortant réélu | PS (UGSD)      | 22 318       | 33,8         | 39 586      | 60,51       |  |
|                | Jean Montpeyroux            | UDR (URP)      | 18 227       | 27,61        | 25 831      | 39,49       |  |
|                | Georges Azam                | PCF            | 13 956       | 21,14        | Retrait     | Retrait     |  |
|                | Jean-Paul Chapus            | CD (MR)        | 7 281        | 11,03        |             |             |  |
|                | Jacky Courtial              | PSU            | 2 821        | 4,27         |             |             |  |
|                | Janine Bascoulary           | LCR            | 798          | 1,21         |             |             |  |
|                | Christian Neny              | OCT            | 619          | 0,94         |             |             |  |
|                |                             |                |              |              |             |             |  |
| Inscrits       | Inscrits                    | Inscrits       | 84 215       | 100,00       | 84 194      | 100,00      |  |
| Abstentions    | Abstentions                 | Abstentions    | 16 787       | 19,93        | 16 988      | 20,18       |  |
| Votants        | Votants                     | Votants        | 67 428       | 80,07        | 67 206      | 79,82       |  |
| Blancs et nuls | Blancs et nuls              | Blancs et nuls | 1 408        | 2,09         | 1 789       | 2,66        |  |
| Exprimés       | Exprimés                    | Exprimés       | 66 020       | 97,91        | 65 417      | 97,34       |  |

#### Deuxième circonscription (Clermont-Ferrand Montagne)
|                | Valéry Giscard d'Estaing sortant réélu | RI (URP)       | 27 826 | 50,38  |  |  |  |
|                | Louis Thiéblot                         | PS (UGSD)      | 10 212 | 18,49  |  |  |  |
|                | Jean-Paul Serandon                     | PCF            | 8 213  | 14,87  |  |  |  |
|                | Pierre Lenain                          | CD (MR)        | 5 176  | 9,37   |  |  |  |
|                | Jean Ehrard                            | PSU            | 2 372  | 4,29   |  |  |  |
|                | Daniel Séguy                           | LO             | 1 436  | 2,6    |  |  |  |
|                |                                        |                |        |        |  |  |  |
| Inscrits       | Inscrits                               | Inscrits       | 69 161 | 100,00 |  |  |  |
| Abstentions    | Abstentions                            | Abstentions    | 12 944 | 18,72  |  |  |  |
| Votants        | Votants                                | Votants        | 56 217 | 81,28  |  |  |  |
| Blancs et nuls | Blancs et nuls                         | Blancs et nuls | 982    | 1,75   |  |  |  |
| Exprimés       | Exprimés                               | Exprimés       | 55 235 | 98,25  |  |  |  |

#### Troisième circonscription (Issoire)
| Candidat       | Candidat                     | Parti          | Premier tour | Premier tour | Second tour | Second tour |  |
| Candidat       | Candidat                     | Parti          | Voix         | %            | Voix        | %           |  |
| -------------- | ---------------------------- | -------------- | ------------ | ------------ | ----------- | ----------- |  |
|                | Joseph Planeix sortant réélu | PS (UGSD)      | 15 821       | 39,48        | 23 766      | 58,13       |  |
|                | Jean Grolier                 | RI (URP)       | 12 504       | 31,21        | 17 119      | 41,87       |  |
|                | Simone Rinaldi               | PCF            | 6 225        | 15,54        | Retrait     | Retrait     |  |
|                | Yves Dousset                 | CD (MR)        | 4 183        | 10,44        |             |             |  |
|                | Marie-Christine Bourry       | LO             | 1 336        | 3,33         |             |             |  |
|                |                              |                |              |              |             |             |  |
| Inscrits       | Inscrits                     | Inscrits       | 52 128       | 100,00       | 52 113      | 100,00      |  |
| Abstentions    | Abstentions                  | Abstentions    | 11 415       | 21,9         | 10 288      | 19,74       |  |
| Votants        | Votants                      | Votants        | 40 713       | 78,1         | 41 825      | 80,26       |  |
| Blancs et nuls | Blancs et nuls               | Blancs et nuls | 644          | 1,58         | 940         | 2,25        |  |
| Exprimés       | Exprimés                     | Exprimés       | 40 069       | 98,42        | 40 885      | 97,75       |  |

#### Quatrième circonscription (Thiers - Ambert)
| Candidat       | Candidat                       | Parti               | Premier tour | Premier tour | Second tour | Second tour |  |
| Candidat       | Candidat                       | Parti               | Voix         | %            | Voix        | %           |  |
| -------------- | ------------------------------ | ------------------- | ------------ | ------------ | ----------- | ----------- |  |
|                | Fernand Sauzedde sortant réélu | PS (UGSD)           | 16 054       | 34,82        | 28 435      | 59,35       |  |
|                | André Calamy                   | Divers droite (URP) | 14 084       | 30,54        | 19 479      | 40,65       |  |
|                | Jean Chaduc                    | PCF                 | 8 517        | 18,47        | Retrait     | Retrait     |  |
|                | Lucien Drouot                  | Rad (MR)            | 5 598        | 12,14        |             |             |  |
|                | Colette Dumas                  | LO                  | 1 858        | 4,03         |             |             |  |
|                |                                |                     |              |              |             |             |  |
| Inscrits       | Inscrits                       | Inscrits            | 61 988       | 100,00       | 61 978      | 100,00      |  |
| Abstentions    | Abstentions                    | Abstentions         | 14 603       | 23,56        | 12 481      | 20,14       |  |
| Votants        | Votants                        | Votants             | 47 385       | 76,44        | 49 497      | 79,86       |  |
| Blancs et nuls | Blancs et nuls                 | Blancs et nuls      | 1 274        | 2,69         | 1 583       | 3,2         |  |
| Exprimés       | Exprimés                       | Exprimés            | 46 111       | 97,31        | 47 914      | 96,8        |  |

#### Cinquième circonscription (Riom)
| Candidat       | Candidat             | Parti          | Premier tour | Premier tour | Second tour | Second tour |  |
| Candidat       | Candidat             | Parti          | Voix         | %            | Voix        | %           |  |
| -------------- | -------------------- | -------------- | ------------ | ------------ | ----------- | ----------- |  |
|                | Michel Duval sortant | RI (URP)       | 21 802       | 41,74        | 26 969      | 48,42       |  |
|                | Edmond Vacant élu    | PS (UGSD)      | 15 983       | 30,6         | 28 730      | 51,58       |  |
|                | Armand Mansat        | PCF            | 9 909        | 18,97        | Retrait     | Retrait     |  |
|                | Marcel Audebert      | CD (MR)        | 3 414        | 6,54         |             |             |  |
|                | Guy Mouney           | LO             | 1 125        | 2,15         |             |             |  |
|                |                      |                |              |              |             |             |  |
| Inscrits       | Inscrits             | Inscrits       | 65 684       | 100,00       | 65 674      | 100,00      |  |
| Abstentions    | Abstentions          | Abstentions    | 12 654       | 19,26        | 9 270       | 14,12       |  |
| Votants        | Votants              | Votants        | 53 030       | 80,74        | 56 404      | 85,88       |  |
| Blancs et nuls | Blancs et nuls       | Blancs et nuls | 797          | 1,5          | 705         | 1,25        |  |
| Exprimés       | Exprimés             | Exprimés       | 52 233       | 98,5         | 55 699      | 98,75       |  |